# محوطه کاسه کران ۳
محوطه کاسه کران ۳ مربوط به عصر آهن - دوره اشکانیان است و در شهرستان گیلانغرب، بخش مرکزی، دهستان چله، شمال روستای کاسه کران واقع شده و این اثر در تاریخ ۱۸ اسفند ۱۳۸۷ با شمارهٔ ثبت ۲۴۸۳۹ به‌عنوان یکی از آثار ملی ایران به ثبت رسیده است.